# Misty Stone

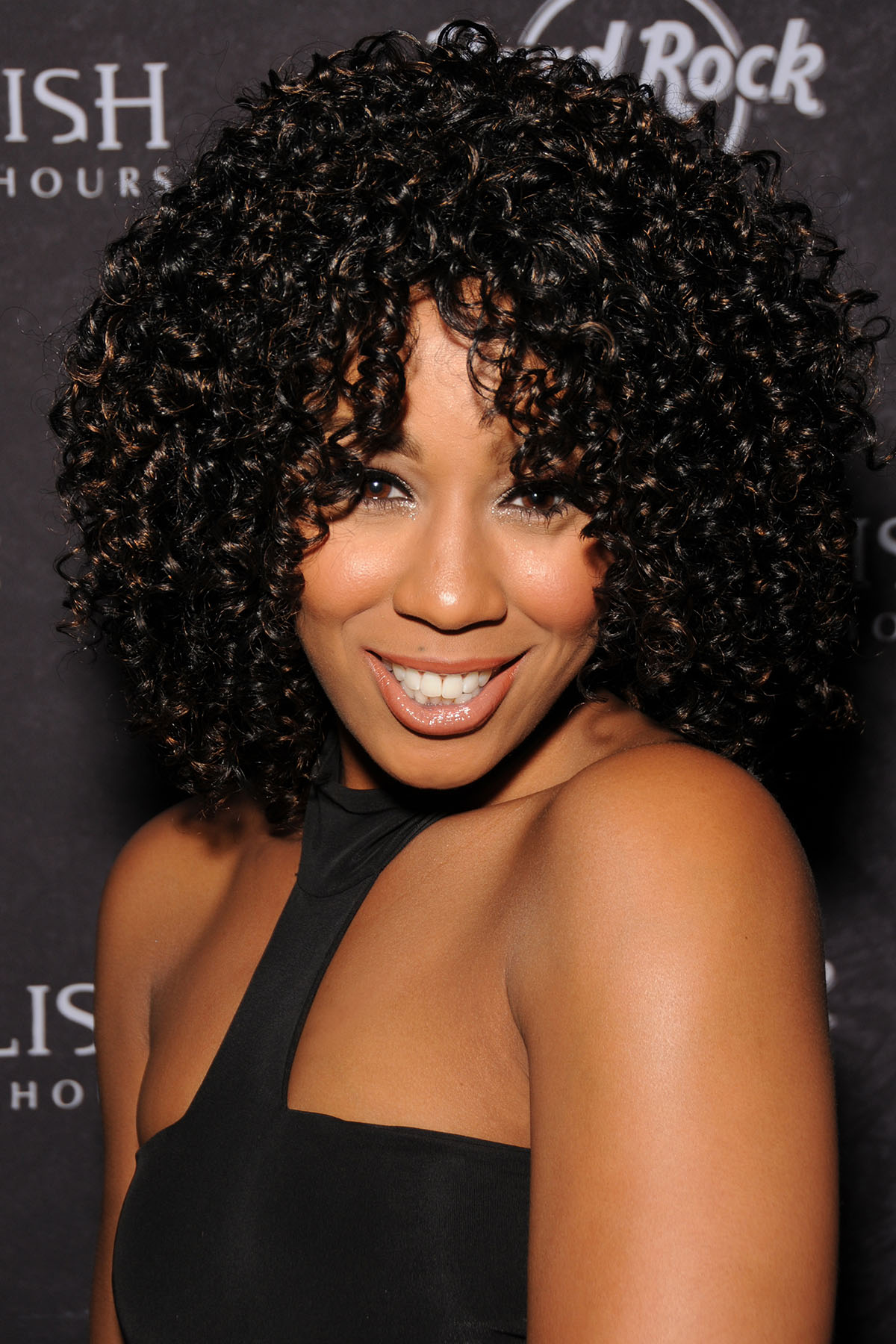
Misty Stone (2014)

Misty Stone (* 26. März 1986 als Michelle Lynn Hall in Inglewood, Kalifornien) ist ein US-amerikanisches Model und Pornodarstellerin.

## Karriere
Stone ist in Los Angeles aufgewachsen und lebte später ein paar Jahre in Omaha, Nebraska. Sie begann ihre Karriere in der Hardcorebranche im Jahr 2006 und hat seitdem ca. 280 Filme gedreht, mit Schwerpunkt im Genre „Ebony“. Ihren Durchbruch hatte sie in der Parodie Not The Cosbys XXX. Zwischen 2008 und 2010 spielte sie in der Fernsehserie Zane's Sex Chronicles mit sowie 2010 als Dawn in der vierten Staffel der Cinemax-Serie Co-Ed Confidential. Bei den AVN Awards 2010 wurde sie in den Kategorien „Best Supporting Actress“ und „Best Oral Sex Scene“ für den Film Flight Attendants sowie auch als „Female Performer of the Year“ nominiert. Ebenfalls 2010 moderierte sie zusammen mit Dana DeArmond den Urban X Award, den sie in der Kategorie „Porn Star of the Year“ auch gewinnen konnte. In letzter Zeit ist sie häufig in Porno-Parodien wie beispielsweise This Ain’t Avatar XXX und The Flintstones: A XXX Parody zu sehen. Im Jahr 2010 nahm der Sexspielzeug-Hersteller Fleshlight auch eine Nachbildung ihrer Vagina, ihres Anus und ihres Mundes in sein Programm auf, wobei erstmals ein ihrer Hautfarbe entsprechendes Material verwendet wurde.
Stone ist eine von 16 Pornodarstellerinnen, von denen Deborah Andersons 2013 erschienener Dokumentarfilm Aroused handelt. 2014 verkörperte Stone die Rita im Fernsehfilm Sexy Warriors und wurde im Dezember Pet of the Month der Zeitschrift Penthouse.
Sie lieh außerdem ihre Stimme einem Charakter in Grand Theft Auto V.

## Filmografie (Auswahl)

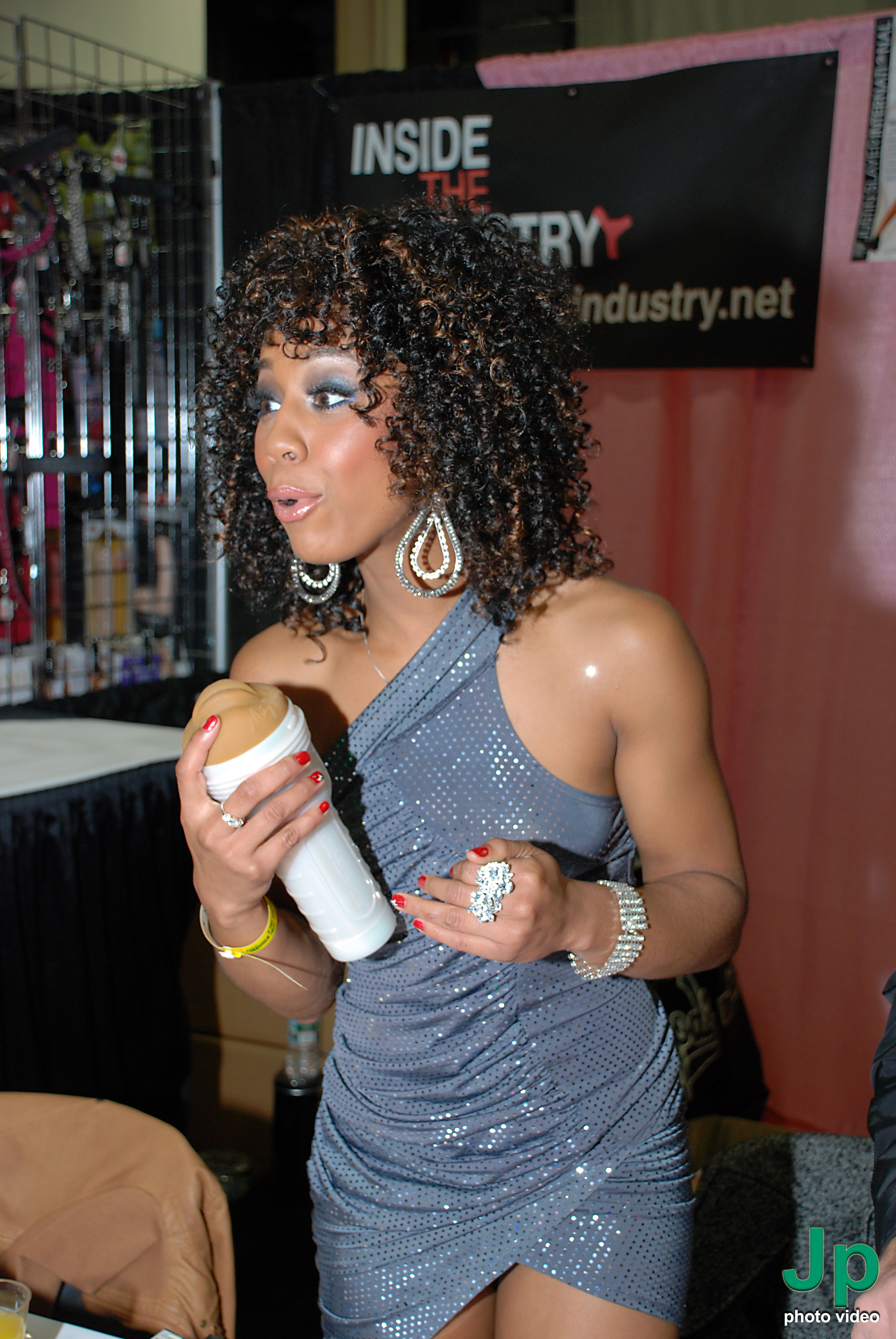
Misty Stone 2010 bei der Exxxotica New Jersey 2010

- 2008–2010: Sex Chronicles (Fernsehserie, fünf Folgen)
- 2009: Not The Cosbys XXX
- 2009: Flight Attendants
- 2010: Co-Ed Confidential (Fernsehserie, 12 Folgen)
- 2010: This Ain’t Avatar XXX
- 2010: Official Flava Of Love Parody
- 2010: Barefoot Confidential 62
- 2010: Speed
- 2010: The Flintstones: A XXX Parody
- 2011: Horizon
- 2011: Katy Pervy: The XXX Parody
- 2012: Family Guy: The XXX Parody
- 2012: Men in Black: A Hardcore Parody
- 2012: Official Hangover Parody
- 2012: Misty Stone Superstar
- 2012: OMG … It’s The Ghost XXX Parody
- 2012: Countdown
- 2013: Ebony Housewives of Porn Valley
- 2013: Aroused (Dokumentarfilm)
- 2013: OMG … It’s The Spice Girls XXX Parody
- 2014: Sexy Warriors (Fernsehfilm)
- 2014: Sisters Of Anarchy
- 2015: Kill Bill – A XXX Parody
- 2015: Magic Mike XXXL: A Hardcore Parody
- 2019: Love Emergency
- 2022: Love, Sex & Music

## Auszeichnungen (Auswahl)
- 2009: CAVR Award – Hottie of Year[5]
- 2010: Urban X Awards – Porn Star of The Year[6]
- 2012: Urban X Awards – Best Couples Sex Scene für Horizon (mit Bill Bailey)[7]